# Karim Adeyemi
Karim-David Adeyemi (* 18. ledna 2002 Mnichov) je německý profesionální fotbalista, který hraje na pozici útočníka za německý klub Borussia Dortmund a za německý národní tým.

## Klubová kariéra
Adeyemi se dostal do akademie Bayernu Mnichov v roce 2009. Bavorský klub opustil po dvou letech do TSV Forstenried München a v roce 2012 se připojil k akademii SpVgg Unterhaching.

### Red Bull Salzburg
Před sezónou 2018/19 přešel Adeyemi do rakouského klubu FC Red Bull Salzburg, se kterým podepsal tříletý kontrakt.

#### FC Liefering (hostování)
Ihned po přesunu zamířil na hostování do rakouského druholigového klubu FC Liefering do konce roku 2019. Adeyemi v dresu Lieferingu debutoval 1. září 2018 při prohře 1:0 proti SC Austria Lustenau. Svůj první gól vstřelil o tři týdny později, když svou brankou pomohl k ligové výhře 3:0 nad FC Juniors OÖ. Ve své první sezóně mezi muži odehrál 20 zápasů, ve kterých se šestkrát střelecky prosadil.
Na začátku sezóny 2019/20 se stal pravidelným členem základní sestavy, a to ve věku 17 let. V listopadu 2019 se dostal do hledáčku španělské Barcelony a katalánský klub údajně dokonce poslal rakouskému Salzburgu nabídku ve výši 15 milionů eur. Ta však měla být zamítnuta. Během svého hostování v Lieferingu prodloužil smlouvu se Salzburgem do roku 2024. V sezóně 2019/20 odehrál Adeyemi 14 ligových zápasů a připsal si na své konto 9 vstřelených branek.

#### Návrat do Salzburgu
Svého debutu v dresu RB Salzburg se Adeyemi dočkal 19. září 2020, když nastoupil do ligového utkání proti Altachu. Dne 25. listopadu debutoval Adeyemi také v evropských pohárech, v zápase základní skupiny Ligy mistrů proti Bayernu Mnichov odehrál posledních 19 minut. O tři dny později na sebe upozornil v ligovém zápase proti SKN St. Pölten, když vstřelenou brankou a čtyřmi asistencemi přispěl k vysokému vítězství 8:2. 1. prosince se střelecky prosadil při výhře 3:1 nad ruským Lokomotivem Moskva v zápase Ligy mistrů. Ve své premiérové sezóně v dresu Red Bullu Salzburg nastoupil do 29 ligových zápasů, ve kterých vstřelil 7 branek a na dalších 9 přihrál.
Dne 14. září 2021 se Adeyemi stal prvním hráčem v historii Ligy mistrů, který pro svůj tým "zařídil" tři pokutové kopy. Všechny odpískal běloruský sudí Kulbakov v zápase proti španělské Seville ještě v prvním poločase. Adeyemi stihl navrch první penaltu neproměnit. Salcburk ze tří pokusů proměnil jediný a nakonec si odvezl ze Španělska remízu 1:1. V dalším zápase Ligy mistrů dvěma góly zařídil rakouskému klubu vítězství 2:1 nad francouzským Lille OSC. Střelecky se prosadil i v následujícím utkání této soutěže, tentokráte přispěl k výhře 3:1 nad VfL Wolfsburg. V zimním přestupovém období se stal Adeyemi předmětem mnohých přestupových spekulací. Mezi údajné zájemce měl patřit anglický Liverpool, španělská Barcelona či německá Borussie Dortmund.

### Borussia Dortmund
Dne 10. května 2022 bylo oznámeno, že Adeyemi v létě 2022 posílí německý klub Borussia Dortmund. V klubu podepsal smlouvu do roku 2027.

## Reprezentační kariéra
Adeyemi se narodil v německém Mnichovu nigerijskému otci a rumunské matce. Do německé reprezentace byl poprvé povolán v září 2021 a svůj reprezentační debut si odbyl 5. září, když nastoupil do kvalifikačního utkání proti Arménii; v nastaveném čase Adeyemi skóroval a zápas skončil vysokým vítězstvím Němců 6:0. V době svého reprezentačního debutu byl Adeyemi hráčem Red Bullu Salzburg, a stal se tak prvním německým reprezentantem hrajícím v rakouském klubu od konce druhé světové války.

## Statistiky

### Klubové
K 16. březnu 2022
| Klub                 | Sezóna  | Liga                | Liga   | Liga | Pohár  | Pohár | Evropské poháry | Evropské poháry | Celkem | Celkem |
| Klub                 | Sezóna  | Liga                | Zápasy | Góly | Zápasy | Góly  | Zápasy          | Góly            | Zápasy | Góly   |
| -------------------- | ------- | ------------------- | ------ | ---- | ------ | ----- | --------------- | --------------- | ------ | ------ |
| FC Liefering (host.) | 2018/19 | Erste Liga          | 20     | 6    | —      | —     | —               | —               | 20     | 6      |
| FC Liefering (host.) | 2019/20 | Erste Liga          | 14     | 9    | —      | —     | —               | —               | 14     | 9      |
| FC Liefering (host.) | 2020/21 | Erste Liga          | 1      | 0    | —      | —     | —               | —               | 1      | 0      |
| FC Liefering (host.) | Celkem  | Celkem              | 35     | 15   | —      | —     | —               | —               | 35     | 15     |
| Red Bull Salzburg    | 2019/20 | Rakouská Bundesliga | 10     | 1    | 1      | 0     | 1               | 0               | 12     | 1      |
| Red Bull Salzburg    | 2020/21 | Rakouská Bundesliga | 29     | 7    | 4      | 1     | 5               | 1               | 38     | 9      |
| Red Bull Salzburg    | 2021/22 | Rakouská Bundesliga | 22     | 15   | 4      | 0     | 10              | 4               | 36     | 19     |
| Red Bull Salzburg    | Celkem  | Celkem              | 61     | 23   | 9      | 1     | 16              | 5               | 86     | 29     |
| Celkem               | Celkem  | Celkem              | 96     | 38   | 9      | 1     | 16              | 5               | 121    | 44     |

### Reprezentační
K 11. říjnu 2021
| Německo | Německo | Německo |
| Rok     | Zápasy  | Góly    |
| ------- | ------- | ------- |
| 2021    | 3       | 1       |
| Celkem  | 3       | 1       |

#### Reprezentační góly
Skóre a výsledky Německa jsou vždy zapisovány jako první
| Gól | Datum        | Místo                                   | Soupeř  | Skóre | Výsledek | Soutěž                                |
| --- | ------------ | --------------------------------------- | ------- | ----- | -------- | ------------------------------------- |
| 1.  | 5. září 2021 | Mercedes-Benz Arena, Stuttgart, Německo | Arménie | 6:0   | 6:0      | Kvalifikace na Mistrovství světa 2022 |

## Ocenění

### Klubová

#### Red Bull Salzburg
- Rakouská Bundesliga: 2019/20, 2020/21
- ÖFB-Cup: 2019/20, 2020/21

### Reprezentační

#### Německo U21
- Mistrovství Evropy do 21 let: 2021